# Reusel (rivière)
Pour les articles homonymes, voir Reusel (homonymie).
La Reusel est un cours d'eau du Brabant-Septentrional aux Pays-Bas. Elle prend sa source à Reusel et coule ensuite vers le nord, passant à l'est de Hooge Mierde et à l'ouest de Lage Mierde.
À partir de Moergestel, elle change de nom et s'appelle Achterste Stroom. À l'est d'Oisterwijk elle forme, avec la Voorste Stroom, l'Esschestroom (ou Run).

## Géographie
Ses affluents sont essentiellement des ruisseaux et des petites rivières, comme le Raamloop, et le Spruitenstroompje.

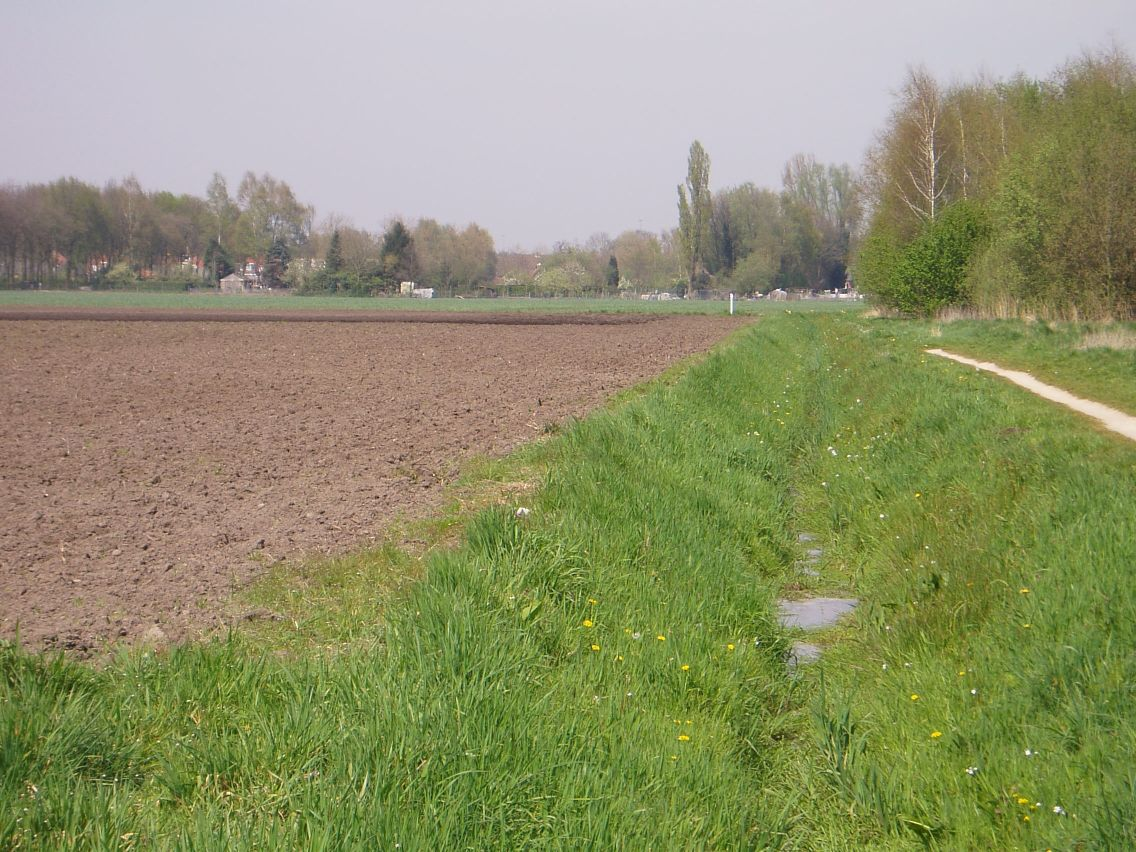
Près de la source, zone écologique de Hoevenhei

La Reusel a entièrement été canalisée, sauf la partie qui traverse la forêt domaniale de De Utrecht entre Lage Mierde et Baarschot. Pour l'instant, il n'y a pas de projet concret de rétablissement des méandres, contrairement à ce qui est fait pour le Raamloop. Près de sa source, au sud-ouest de Reusel, le cours supérieur (guère plus qu'un ruisseau) a été intégré dans un petit projet de création de zone écologique, le Natuurpad Hoevenhei.